# الانتخابات العامة الأرجنتينية 1916
الانتخابات العامة الأرجنتينية 1916 هي الانتخابات الرئاسية التي جرت في 2 أبريل 1916، في الأرجنتين، لانتخاب رئيس الأرجنتين، فاز بالانتخابات هيبوليتو يريغوين.

## معرض صور

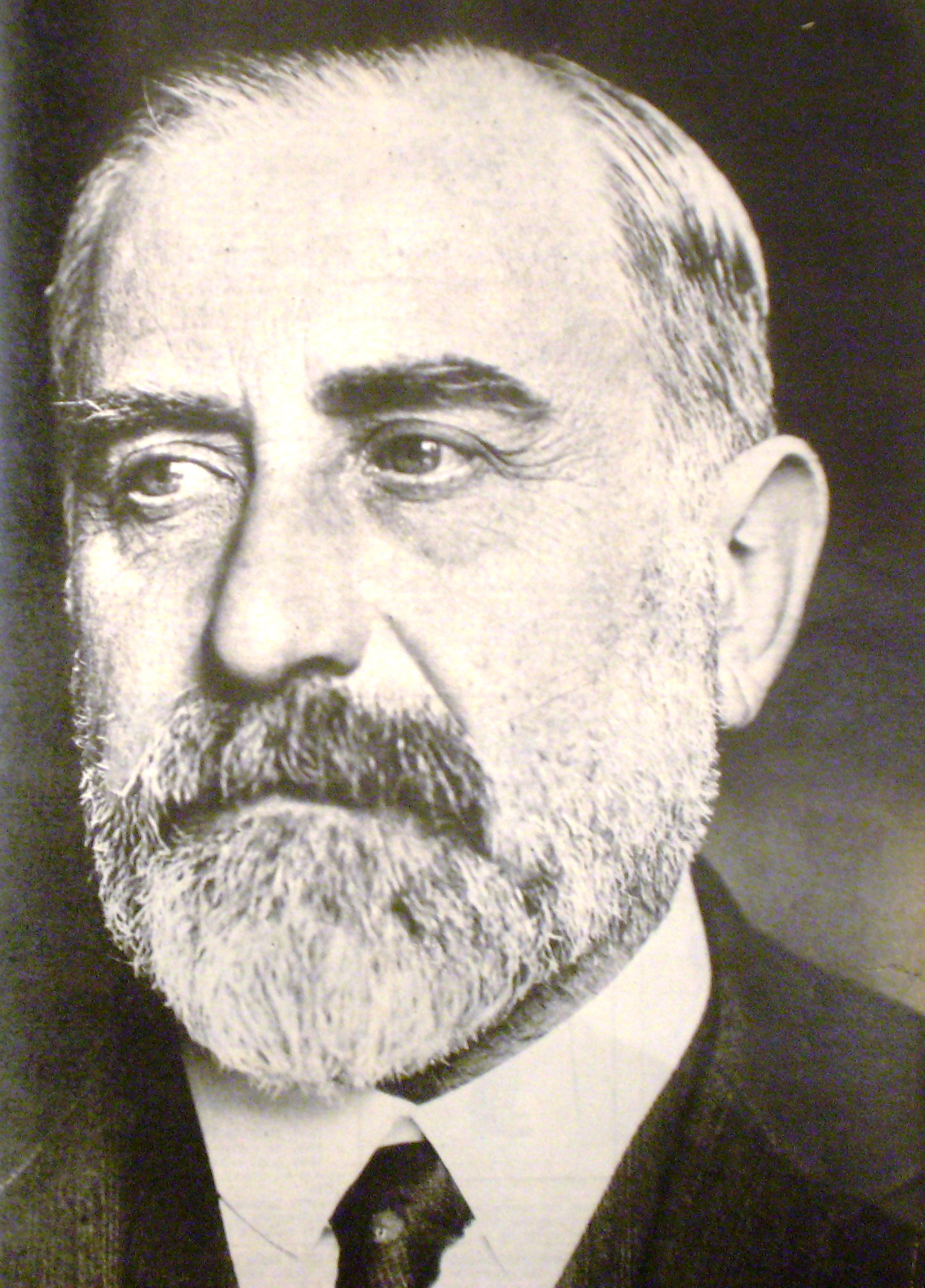
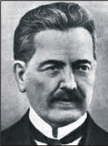
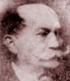
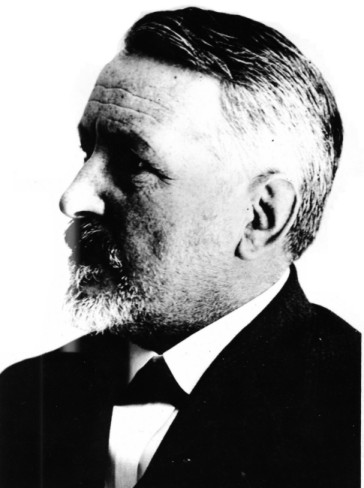